# Новина (герб)
Новина (Nowina) — родовий герб, яким користувалися шляхетські роди України, Білорусі, Литви та Польщі.
Зокрема: Новинські, Берестовські, Бжоські, Богуславські, Борковські, Борута, Вольські, Глазенапи, Глінка, Гліщинські, Гулевичі, Єзерські, Заржицькі, Злотницькі, Конаржевські, Конопки, Ковалевські, Козел, Квятковські, Лисяк, Марські, Маржецькі, Масжевські, Масженські, Масжицькі, Міноцькі, Озерські, Орлики, Пілати, Присецькі, Рожновські, Сорочинські, Чорні, Шляхта, Янковські і інші. Відомий з кінця 13 століття.

Ще один список прізвищ об'єднаних під гербом "Новіна" (de):
‘'Абрамовичі (Abramowicz), Абулевичі (Abulewicz), Акцизи (Akcyz), Акст (Axt), Багнари (Bagnar), Банчальські (Banczalski), Бандошевські (Bandoszewski), Барицькі (Barycki), Байнаровичі (Baynarowicz), Бончальські (Baczalski), Бедзеєвські (Bedzejowski, Bedziejowski), Бейнари (Bejnar, Bieynar, Boynar, Bojnar), Бейнаровичі (Bejnarowicz), Бейнери (Bejner), Бялковські (Bialkowski), Біссинські (Bissinski), Бодзанек (Bodzanek), Борковські (Borkowski), Борута (Boruta), Бознаньська (Boznanski), Бржоська (Brzoska), Бржостовські (Brzostowski), Бржози (Brzozy), Бзовські (Bzowski), Хмелевські (Chmielewski), Хржановські (Chrzanowski), Хржонстовські (Chrzastowski), Хибіцькі (Chybicki), Чорні (Шварценберг, Czerny, Czerny Szwarcenberg, C. Stwartzemberg), Дзивловські (Dziwlowski), Фронцевичі (Fracewicz), Фрикачі (Frykacz), Фриштацькі (Frysztacki), Гарбовецькі (Garbowiecki), Гервелянець (Gierwielaniec, Гілевичі (Gilewicz), Гісберт (Студницькі-Гізберт, Gisbert, Studnicki-Gizbert), Гішковські (Giszkowski), Гішовські (Giszowski), Глазенапп (Glasenapp), Глинські (Glinski), Глищинські (Gliszczynski), Глизмінські (Glizminski), Гловачі (Glowacz), Гочали (Goczal), Гочалковські (Goczalkowski), Гомор (Gomor), Госневські (Gosniewski), Грабовецькі (Grabowiecki), Грабовські (Grabowski), Граєвські (Grajewski), Гришани (Hryszan), Гришкевичі (Hryszkiewicz), Гулевичі (Hulewicz), Ігнатовські (Ignatowski), Янковські (Jankowski), Єльницькі (Jelnicki), графи та дворяни Єзерські (Jezierski, Jezierski na Golabkach Jeziory), Йоната (Jonata), Карньовські (Karniowski), Казигродські (Kazigrodzki), Кендзержавські (Kedzierzawski), Кобильські (Kobylski), Конаржевські (Konarzewski), Конопацькі (Konopacki), барони та дворяни Конопки (Konopka, Konopko), Кослі (Kosla), Кослицькі (Koslicki), Ковалевські (Kowalewski), Козел (Koziol), Козницькі (Koznicki), Красуцькі (Krasuski), Кроквицькі (Krokwicki), Кровицькі (Krowicki), Кржистопорські (Krzysztoporski), Кржижановські (Krzyzanowski), Квятковські (Kwiatkowski), Лабенські (Labenski), Легавські (Legawski), Лествичі (Lestwicz), Лісовські (Lisowski), Лагановські ({{pl:Laganowski|Laganowski}}), Лашовські (Laszowski), Ленковські (Lekowski), Лопенські (Lopienski), Лучицькі (Luczycki), Махаржинські (Macharzynski), Мантуль (Mantul), Маршовські (Marszowski), Масловські (Maslowski), Машевські (Maszewski), Машицькі (Maszycki), Мелвинські (Melwinski), Мельжинські (Mielzynski), Мілинські (Milinski), Міноцькі (Minocki), Млошевські (Mloszewski), Мніноські (Mninoski), Мочидловські (Moczydlowski), Мровінські (Mrowinski), Мсцівуєвські (Msciwujewski), Набора (Nabora), Нарамські (Naramski), Нарембські (Narebski), Невеські (Niewieski), Новицькі (Nowicki), Новина (Nowina), Новинські (Nowinski), Новокунські (Nowokunski), Новошицькі (Nowoszycki), Охоцькі (Ochocki), Охотницькі (Ochotnicki), Окницькі (Oknicki), Ольшановські (Olszanowski), Орлицькі (Orlicki), Орлики (Orlik), Орликовські (Orlikowski), Овчарські (Owczarski), Пахоловецькі
(Pacholowiecki), Падневські (Padniewski), Пакославські (Pakoslawski), Пасинські (Pasinski), Пашинські (Paszynski, Holdysz-Paszynski), Пестржецькі (Piestrzecki), Пилати (Pilat, Pielat), Пильховські (Pilchowski), Питовські (Pitowski), Похоцькі (Pochocki), Подлеські (Podleski), Поповські (Popowski), Пруські (Pruski), Пржановські (Przanowski), Пржонджевські (Przadrzewski, Przadzewski), Пржерембські (Przerebski), Пржибильські (Przybylski), Пржипковські (Przypkowski), Пржисецькі (Przysiecki), Питовські (Pytowski), Рамповські (Rampowski), Рожновські (Roznowski, Roznowski de Skoki), Ришковські (Ryszkowski), Санковські (Sankowski), Сапинські (Sapinski), Савицькі (Sawicki), Савиничі (Sawinicz), Схоцькі (Schocki), Семпинські (Sepinski), Семповичі (Sepowicz, Sepowicz Boruta), Стоцькі (Stocki), Сляхчинські (Шляхчинські, Slachcinski, Szlachcinski), Сладковські (Sladkowski), Слодські (Slodzki), Сломинські (Slominski), Сокольницькі (Sokolnicki), Соликовські (Solikowski), Срочицькі (Sroczycki), Сорочинські (Soroczynski), Старовейські (Starowiejski), Свірчинські (Swirczynski), Шарацькі (Szaracki), Щепковські (Szczepkowski), Щигельські (Szczygielski), Шелиговські (Szeligowski), Шляхти (Szlachta), Шваби (Szwab), Шварц (Szwarc), Свентецькі (Swiatecki), Троновські (Tronowski), Тржецеські (Trzecieski), Угиєздські (Ugyezdski), Уейські (Ujejski, Uieyski), Вандричі (Wandrycz), Вільковські (Wilkowski), Вітковські (Witkowski), Воютинські (Wojutynski), Вольські (Wolski), Войновські (Woynowski), Видзержевські (Wydzierzewski), Заборські (Zaborski), Залуські (Zaluski), Зарчицькі (Zarczycki), Заржицькі (Zarzycki), Защинські (Zaszczynski), Зембоцькі (Zembocki), Злотницькі (Zlotnicki), Жеймо (Zejmo), Жеромські (Zeromski).

## Опис
На блакитному фоні щита зображені срібні ручка для підвішування казана в переверненому вигляді й короткий меч (символ хреста) з руків'ям догори і вістрям, спрямованим униз до центру ручки казана. У клейноді міститься зображення зігнутої в коліні ноги воїна, покритої захисними обладунками.
Існує варіант герба з хрестом замість меча.

## Історія
Найбільш ранній з відомих носіїв герба є Начіслав з Добросолова в 1293 р. Вперше герб згадується в судовому реєстрі 1392 року. Герб поширюється по всій Польщі, на землях Кракова, Любліна, Сандомира і Серадза. Після Городельської унії 1413 року декілька литовсько-руських боярських родів прийняли цей герб. Представником герба литовсько-руського походження був Микола з Сепно, а новачки були представлені Миколою Бейнаром (Mikołaj Bejnar).

## Носії

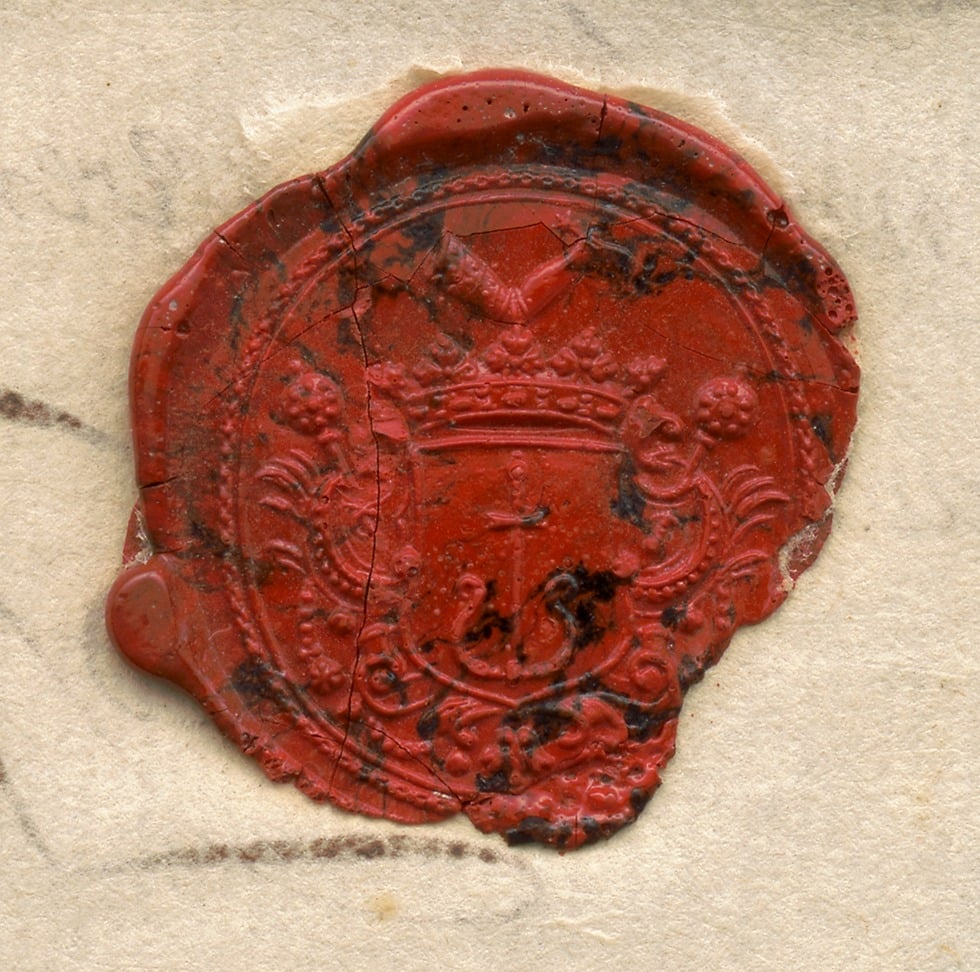
Особиста печатка з гербом «Новина» гетьмана Пилипа Орлика (Державний архів Швеції)

- Гетьман Пилип Орлик (1672—1742) — козацький політичний, державний і військовий діяч, Гетьман Війська Запорозького у вигнанні (1710—1742), поет, публіцист.
- Доктор Зарицький Орест (1863—1930) — український лікар-офіцер флоту Австро-Угорщини, морський генеральний штабний лікар (контр-адмірал).